# Isadora Romero
Isadora Romero es una fotógrafa documental y artista visual ecuatoriana independiente nacida en 1987 en Ecuador.
Es designada "Fotógrafa del año 2022" en la categoría “open format” al World Press Foto y gana el premio del jurado del premio al descubrimiento Louis Roederer de los Encuentros de Arlés 2023. 

## Biografía
Isadora Romero nació en 1987 en Ecuador. Tomó clases de fotografía en la Alianza Francesa en Quito, luego estudió cine durante tres años antes de estudiar fotografía en 2014 en la Universidad de Palermo en Buenos Aires, Argentina. También posee un diploma técnico en producción cinematográfica y video del Instituto Nacional de Artes Visuales del Ecuador.
Del 2007 al 2011 impartió clases de fotografía en varios institutos, cursos y universidades de Ecuador, Colombia, Argentina y México.
Es cofundadora de Ruda Colectiva, un colectivo de mujeres latinoamericanas y fotógrafas no binarias. Miembro de la Asociación de Fotógrafos Ecuatorianos,vive y trabaja en Quito. Sus fotos son publicadas en la prensa internacional: Revista TIME, Le Monde, Le Temps, etc.

## Publicación
- Misha Vallejo (2018). Isadora Romero siete punto ocho. Editorial PM. p. 96. ISBN 978-8417047481.

## Premios y reconocimientos
- 2017: Premio Fotoperiodismo por la Paz, Ecuador[1]
- 2017: Beca Cultura Ecuatoriana[1]
- 2017: Premio Fotoperiodismo por la Paz, Ecuador[1]
- 2017: Finalista del Premio Inge Morath de la Fundación Magnum[1]
- 2020: Joop Swart Masterclass[7]
- 2021: Beca de fotografía y justicia social de la Fundación Magnum[8]
- 2022: Respuesta cultural y artística del Fondo Príncipe Claus, premios de tutoría[7]
- 2022: World Press Photo del año en la categoría Open format, por su serie "La sangre es una semilla"[9][10]
- 2023: Encuentros de fotografía de Arles: premio del jurado del premio al descubrimiento de la Fundación Louis Roederer[11]